# کاتروسو
کاتروسو (روسی: Катросо) یک روستا در ناحیه داغستان در کشور روسیه است.